# Termostampa per sublimazione
La termostampa per sublimazione è un procedimento di stampa indiretta, utilizzato prevalentemente per la decorazione di tessuti sintetici in fibra di poliestere, elastam, microfibra. Il tessuto deve essere necessariamente di colore bianco. Il processo di sublimazione non può funzionare su tessuti colorati. 
Il sistema consiste nella stampa su carta, con inchiostro sublimatico, del soggetto grafico desiderato in posizione inversa (speculare) rispetto all'effetto voluto, ottenendosi così un foglio detto tecnicamente transfer. 
L'operazione di termostampa avviene allorquando si pone il foglio transfer a contatto con il tessuto da decorare sotto il piano di una pressa a caldo, che farà aderire uniformemente la carta al tessuto per un tempo determinato, ad una temperatura che può variare da 180 a 210 °C.
L'inchiostro stampato sul foglio, per effetto della sublimazione, si trasformerà in gas e l'immagine si trasferirà in modo permanente ed indelebile sulla fibra sintetica del tessuto.
Con questo sistema si stampa la maggior parte dell'abbigliamento sportivo nel settore del ciclismo e del calcio, molti tessuti sintetici per l'arredamento, bandiere e gadgets pubblicitari.
Erano realizzati con questa tecnica i caratteri, di colore marrone, che venivano incisi in una sola operazione sui tasti color panna, già assemblati nella tastiera dei personal computer prodotti per la AT&T dalla Olivetti, negli stabilimenti di Scarmagno. Presumibilmente il processo era innovativo per quel tempo; la lavorazione era svolta in un reparto ad accesso riservato del capannone "B".
Negli ultimi anni, la sublimazione è stata adottata su larga scala per applicazioni che richiedono alta qualità visiva e resistenza nel tempo. La tecnica consente una resa cromatica molto ampia, compatibile con l’intero spettro CMYK e una qualità fotografica elevata. A differenza di altri metodi, l’inchiostro si integra direttamente nella fibra, senza alterarne le proprietà originali di traspirabilità e comfort. Questo rende la stampa sublimatica particolarmente adatta all’abbigliamento promozionale e sportivo.